# Apol·loni de Tir
Apol·loni de Tir   (Tir, segle I aC - valor desconegut) (en llatí Apollonius, en grec antic Άπολλώνιος) fou un filòsof estoic que va viure durant el regnat de Ptolemeu XII Auletes, rei de l'any 80 al 58 aC i del 55 al 51 aC.
Diògenes Laerci diu que va escriure una obra sobre Zenó de Cítion, el fundador de l'estoicisme. Estrabó dona el títol d'una altra obra seva, titulada Πίναξ τῶν ἀπὸ Ζήνωνος φιλοσόφων καὶ τῶν βιβλίων (Dibuix dels companys de Zenó filòsof i dels seus llibres), que sembla que era un breu comentari dels contemporanis de Zenó i la seva filosofia.
Si aquest Apol·loni és el mateix que el que Foci diu que va escriure una obra sobre filòsofs, o el que Esteve de Bizanci fa autor d'una obra titulada Χρονικά (Crònica), no es pot afirmar amb seguretat.